# Ган, Отто

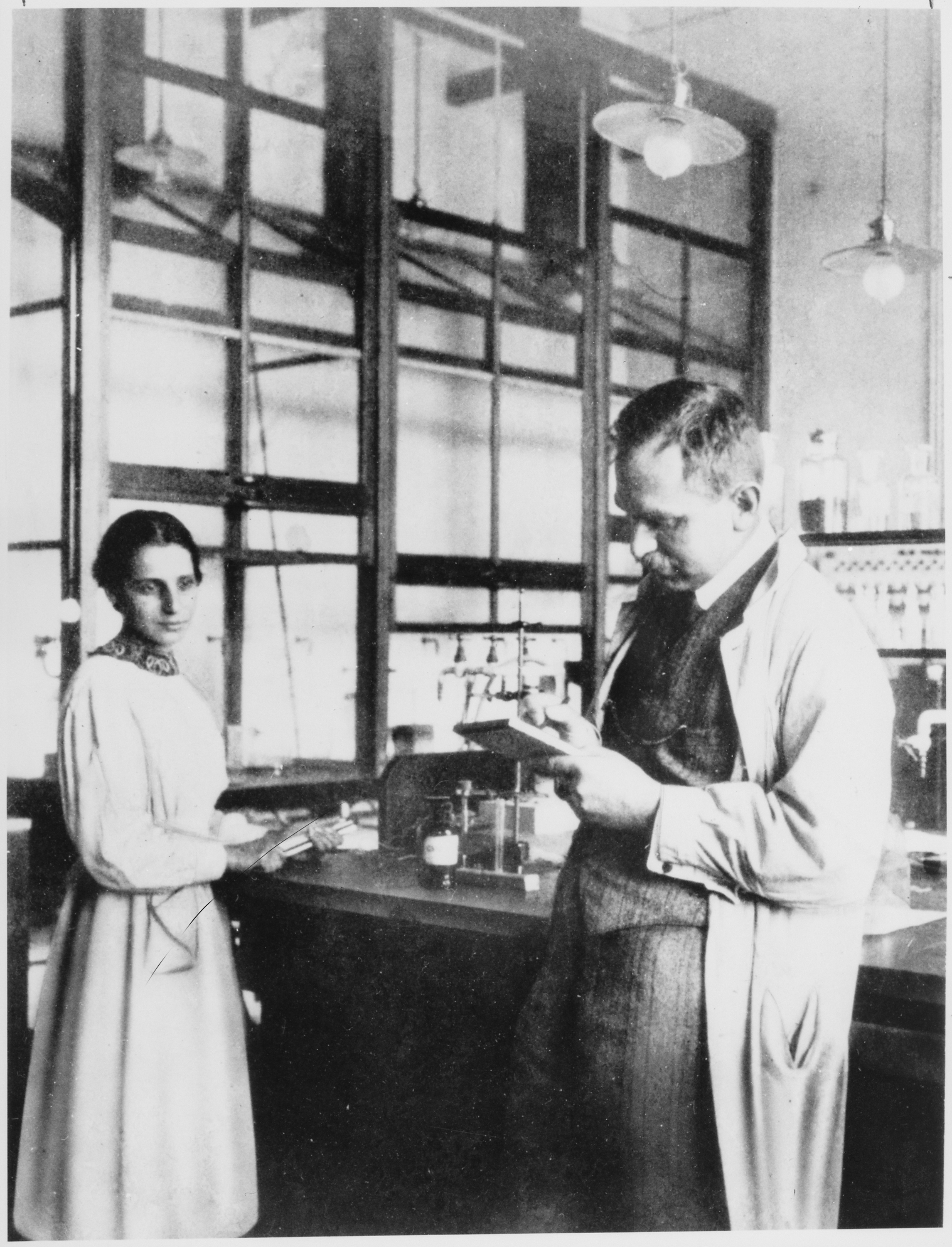
Отто Ган и Лиза Мейтнер в лаборатории. 1913 год

Отто Ган (нем. Otto Hahn — Отто Хан; 8 марта 1879, Франкфурт-на-Майне — 28 июля 1968, Гёттинген) — немецкий физик, учёный-новатор в области радиохимии, открывший ядерную изомерию (Уран Z) и расщепление урана. Получил Нобелевскую премию по химии за 1944 год. Гленн Сиборг назвал его «отцом ядерной химии».
Согласно автобиографии, он был протестантом. Ган был противником нацизма и также боролся против преследования евреев.

## Детство
Отто Ган родился 8 марта 1879 года во Франкфурте-на-Майне, в семье стекольщика и предпринимателя Генриха Гана (1845—1922) и его жены Шарлотты Ган, в девичестве Гизе (1845—1905). Отто и его старшие братья Карл, Гейнер и Юлиус росли в достатке и любви. К 15 годам Отто проявил интерес к химии и проводил в прачечной несложные химические опыты. Его отец, достигший благосостояния благодаря своим новаторским идеям, усердию и экономности и построивший несколько жилых домов и офисных зданий, видел в сыне архитектора. Однако он не стал возражать, узнав, что его сын Отто выбрал карьеру промышленного химика.

## Образование
После окончания школы во Франкфурте-на-Майне Ган в 1897 году начал изучать в Марбургском университете химию и минералогию. В качестве второстепенных предметов он изучал физику и философию. Третий и четвёртый семестр Ган провел у Адольфа фон Байера в Мюнхенском университете. Своё университетское образование Отто Ган закончил в 1901 году, выполнив у профессора Теодора Цинке диссертационную работу по органической химии «О дериватах изоевгенола, содержащих бром». По окончании годичной службы в армии в 1902 году Ган начал научно-педагогическую деятельность в качестве лекционного ассистента у того же Цинке. Работу в области радиохимии он начал более или менее случайно. Директор одной химической фирмы обратился к профессору Цинке с просьбой порекомендовать ему молодого химика, которого фирма в случае необходимости могла бы командировать за границу. Соответственно, искомый кандидат должен был бы уже немного владеть по крайней мере одним иностранным языком, а для усовершенствования проработать примерно полгода в какой-нибудь заграничной лаборатории. Профессор Цинке порекомендовал Гана и содействовал тому, чтобы его в свою лабораторию в Университетском колледже Лондона принял Уильям Рамзай.

## Научная деятельность

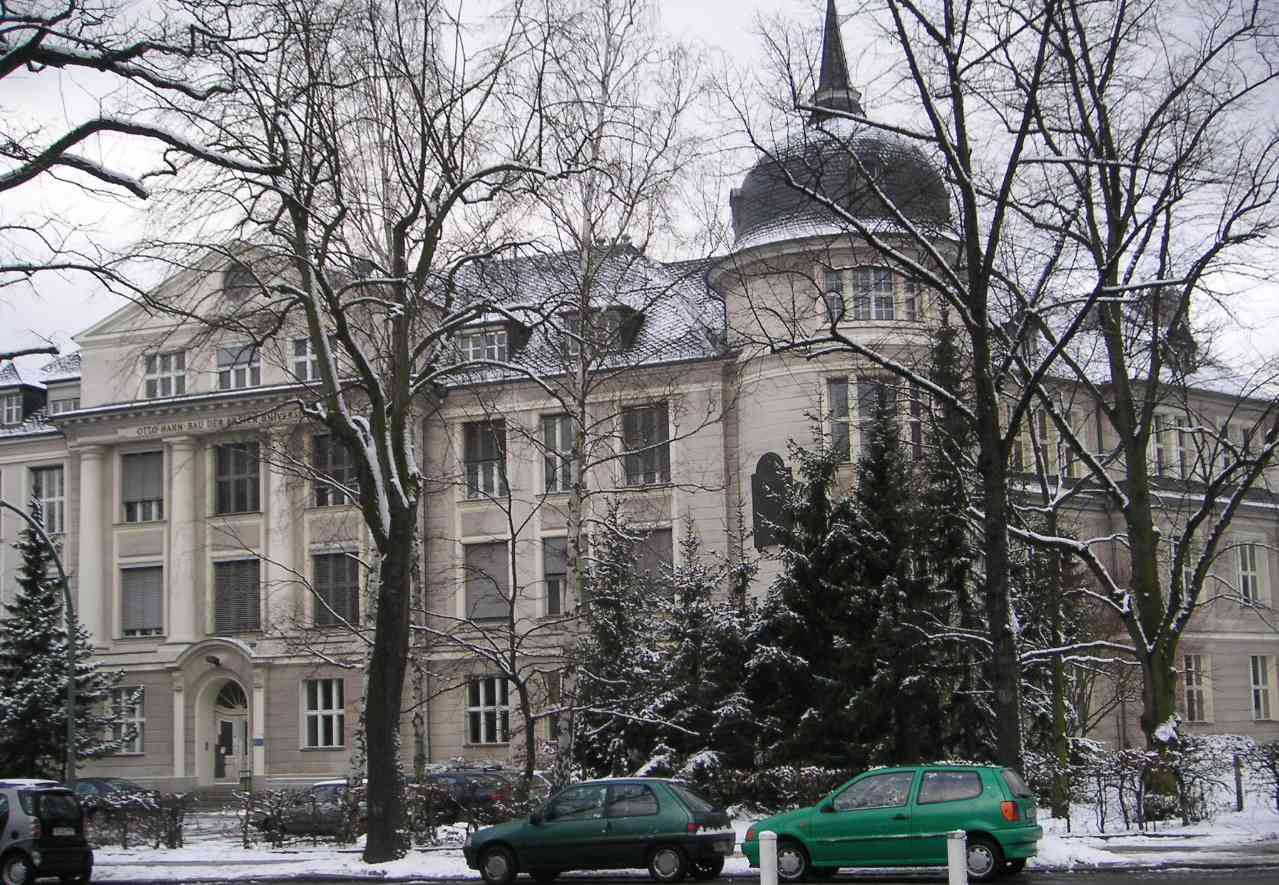
Место работы Отто Гана: Химический институт Общества кайзера Вильгельма, сегодня корпус имени Отто Гана Свободного университета Берлина в Далеме

Уильям Рамзай предложил Гану поработать в области химии радиоэлементов, и Ган согласился, впрочем, честно сознавшись, что он ничего о них не знает. Первая задача состояла в выделении радия из образца хлористого бария, в котором, по мнению Рамзая, должно было содержаться 10 мг радия, и в последующем точном определении атомного веса радия. Однако соль бария, которую Рамзай дал Гану, была получена не из уранового минерала, а из минерала, содержавшего уран и торий. При фракционировании этой соли Ган обнаружил, кроме радия, новое радиоактивное вещество, впоследствии распознанное как изотоп тория 228Th. Он назвал его радиоторием, так как в то время ещё не существовало понятие изотопа.
После этого первого успеха Ган в 1904 году серьёзно заинтересовался радиохимией и, желая получить основательные знания и навыки в этой новой увлекательной области, отправился осенью 1905 года в канадский Монреаль, где работал профессором физики в то время совместно с уже прославившимся учёным Эрнестом Резерфордом (1871-1937). Резерфорд сначала отнёсся скептически к открытию Гана. Причиной тому было отрицательное отношение к работе Гана одного из друзей Резерфорда, известного американского радиохимика Б. Болтвуда, и общее недоверие к работам в области радиоактивности, выходившим из лаборатории Рамзая. По поводу открытия Ганом радиотория Болтвуд прямо писал Резерфорду: «Новый элемент доктора Гана, по-видимому, представляет собой новое соединение тория X и глупости». Однако Гану не только удалось убедить Резерфорда и Болтвуда в реальности существования радиотория, но и открыть ещё три новых короткоживущих радиоэлемента — радиоактиний, радий D и торий С.
Летом 1906 года Ган вернулся в Германию и стал сотрудником Эмиля Фишера в Берлинском Университете, где ему была предоставлена собственная лаборатория с крайне примитивной аппаратурой. Там Ган открыл промежуточный продукт распада между торием и радиоторием и назвал его мезоторием (впоследствии оказалось, что этот продукт является смесью двух веществ — мезотория I (228Ra) и мезотория II (228Ac). Также он открыл там изотоп тория 230Th, который он назвал ионием. Открытие мезотория I (228Ra) имело практическое значение, так как его время полураспада составляет 5,5 лет (по современным данным 5,75 года), ввиду чего препарат, отделённый от тория, сохранял достаточную активность по крайней мере в течение 10 лет. По этой причине мезоторий, стоимость которого при одинаковой активности была вдвое ниже стоимости ранее используемого радия (226Ra, радий Кюри), с успехом применялся в медицинских учреждениях. За открытие мезотория I Адольф фон Байер в 1922 году в первый раз выдвинул кандидатуру Отто Гана на Нобелевскую премию по химии. Он получил её в 1944 году.
В 1907 году Ган защитил в Берлине докторскую диссертацию и получил право работать профессором. Одновременно началась совместная работа Отто Гана с австрийским физиком Лизой Мейтнер, получившей физическое образование в Вене и приехавшей в Берлин прослушать курс теоретической физики у Макса Планка. Эта работа, продолжавшаяся в течение 30 лет, принесла много важных результатов и сделала этих двух учёных близкими друзьями. Для Лизы Мейтнер работа проходила вначале в трудных условиях: она вынуждена была поместить свою установку в столярной мастерской в подвале здания химического института университета, так как директор института, знаменитый химик Эмиль Фишер, не нашёл возможным разрешить женщине работать в его институте. Однако важные результаты, полученные благодаря совместной работе химика Отто Гана и физика Лизы Мейтнер, быстро обеспечили им такой авторитет, что, когда в 1912 году был организован так называемый Химический институт имени кайзера Вильгельма, в нём был создан для них специальный отдел, носивший название «Отдел Гана — Мейтнер». В 1909 году Ган и Мейтнер нашли и правильно интерпретировали открытый в 1904 году (но тогда неправильно интерпретированный) Гарриет Брукс эффект радиоактивной отдачи. В дальнейшем Ган и Мейтнер открыли с помощью созданного ими «метода радиоактивной отдачи» несколько новых радиоактивных веществ. В 1910 году Ган получил профессуру, а в 1912 году он возглавил отделение радиоактивных веществ в Химическом институте имени кайзера Вильгельма в берлинском районе Далем (сегодня корпус Отто Гана Свободного университета Берлина). С 1928 по 1946 год Ган - директор этого института. В 1924 году Ган стал полноправным членом Прусской академии наук (по предложению Эйнштейна, Габера, Планка, Шленка и фон Лауэ).
В июне 1911 года Отто Ган познакомился в Штеттине со студенткой факультета искусства Эдит Юнгганс, на которой он женился 22 марта 1913 года. Свадьба состоялась в Штеттине, родном городе Эдит, где её отец юрист Пауль Юнгганс занимал пост президента городского парламента вплоть до своей ранней смерти в 1915 году. В 1922 году у Отто и Эдит Ган родился сын Ханно. Он был их единственным ребёнком и стал признанным историком искусства и архитектуроведом в Библиотеке Герциана в Риме. Ханно Ган и его жена и ассистентка Ильза Ган погибли в 1960 году во время поездки по Франции. Их сыну Дитриху Гану было в то время 14 лет. В память о них в 1990 была учреждена «Премия имени Ханно и Ильзы Ган за выдающиеся заслуги в области итальянской истории искусств», которая раз в два года присуждается молодым учёным Библиотекой Герциана в Риме.
Во время Первой мировой войны Ган был призван в армию по мобилизации и попал в спецподразделение Фрица Габера по химическому оружию. Задачей этого спецподразделения была разработка, тестирование и производство отравляющих горчичных газов, в частности фосгена и иприта, которые потом использовались в военных целях. Однако ещё во время войны, в декабре 1916 года Гана перевели назад в Берлин, где он продолжил свою прежнюю работу. В 1917-1918 годах Гану и Мейтнер удалось изолировать долгоживущее радиоактивное вещество. Они назвали его прото-актинием. Это вещество оказалось элементом с порядковым номером 91 и получило в 1949 году официальное название протактиний.

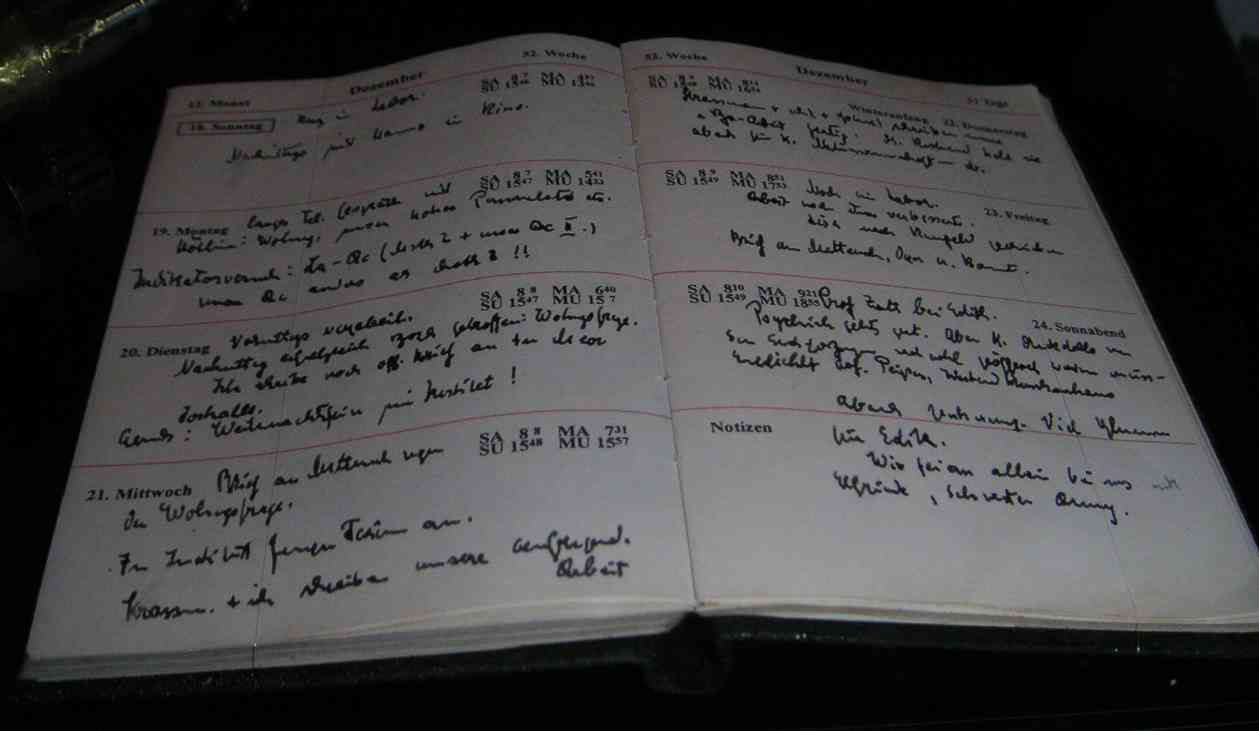
Карманный ежедневник Отто Гана

В феврале 1921 года Ган опубликовал первое сообщение об открытии урана-92 Z. Это было открытием ядерной изомерии, которая была на тот момент не объяснима, но впоследствии оказалась существенной для ядерной физики. Только в 1936 году Карлу Фридриху фон Вайцзеккеру удалось теоретически объяснить этот феномен. За это открытие, полное значение которого некоторые всё же понимали, кандидатура Гана во второй раз была выдвинута (в том числе Максом Планком) на Нобелевскую премию по химии.
В 1920-х годах Отто Ган разработал метод применения радиоизотопов в химии, включая выращивание кристаллов и использование меченых атомов в химических реакциях, и создал тем самым новую область химии — прикладную радиохимию, которая использует радиоэлементы для решения проблем общей и физической химии. В 1936 году вышла его книга с названием «Applied Radiochemistry» (Прикладная радиохимия) на английском языке (позже она вышла и по-русски), которая содержит собрание лекций, прочитанных Ганом в Корнеллском Университете в городе Итака штата Нью Йорк в США. «В середине тридцатых годов, а также несколькими годами позже при работе с плутонием его книга „Applied Radiochemistry“ была моей Библией», — сказал Глен Теодор Сиборг, президент комиссии США по ядерной энергии в 1966 году.
Отто Ган вместе с Лизой Мейтнер и Фрицем Штрассманом продолжили работу, начатую в 1934 году итальянским физиком Энрико Ферми, обстреливавшим уран нейтронами. До 1938 года предположение Ферми о том, что при этом образуются элементы с порядковым номером больше 92, так называемые трансураны, было общепризнанным. Распад тяжёлых ядер на более лёгкие элементы считался невозможным.
В марте 1938 года Гану пришлось расстаться с Лизой Мейтнер. Из-за своего еврейского происхождения после аншлюса Австрии она лишилась австрийского гражданства и 13 июля 1938 года с помощью Гана нелегально эмигрировала через Голландию в Швецию. Другого еврейского учёного, Вильгельма Траубе, Гану не удалось спасти. Траубе изготовил органическую соль, с помощью которой Ган в своём самом знаменитом эксперименте по расщеплению ядра доказал образование бария.
Когда Отто Ган и Фриц Штрассман в 1938 году при поиске трансуранов облучали уран нейтронами, они нашли следы бария. 17 декабря 1938 года они провели решающий опыт — знаменитое фракционирование радия, бария и мезотория, на основании которого Ган заключил, что ядро урана «лопается», распадаясь на более лёгкие элементы. Так было открыто расщепление ядра. Результаты опытов Гана и Штрассмана, опубликованные 6 января 1939 года, послужили неопровержимым доказательством распада урана на более лёгкие элементы. Расчёт задействованных в этой ядерной реакции энергий подтвердил результаты, полученные экспериментальным путём. Сделав это открытие, Ган немедленно проинформировал Мейтнер, которая вместе со своим племянником Отто Робертом Фришем уже 11 февраля 1939 года опубликовала теоретическое физическое обоснование в английском журнале «Nature». В этой публикации Фриш ввёл в дальнейшем интернационально признанный термин «англ. nuclear fission» (расщепление ядра).

«Открытие расщепления ядра Отто Ганом и Фрицем Штрассманом стало началом новой эпохи в истории человечества. Научное достижение, лежавшее в основе этого открытия, потому кажется мне столь необыкновенным, что оно было достигнуто чисто химическим путём, без всяческой теоретической наводки»,

писала позже Лиза Мейтнер. В телевизионном интервью она дополнила:

«Это удалось с помощью необычайно хорошей, просто фантастически хорошей, химической работы Гана и Штрассмана, на которую в те времена больше никто не был способен. Позже американцы научились. Но тогда Ган и Штрассман были действительно единственными, потому что они были столь хорошими химиками. Они действительно с помощью химии открыли и доказали физический процесс».

А Штрассман ответил, уточняя:

«Профессор Мейтнер сказала, что наш успех — результат химии. Тут я должен немного поправить. Ведь химия всего лишь сделала возможным разделение и добычу отдельных веществ, но не их точное опознание. Чтобы это сделать, необходим был метод профессора Гана. Так что это его заслуга».

Во время Второй мировой войны Ган работал вместе с Максом Борном, Зигфридом Флюгге, Гётте, Зеельман-Эггебертом и Штрассманом над реакциями расщепления урана. В 1944 году Ган стал обладателем Нобелевской премии по химии. До 1945 года Ган успел создать список, состоящий из примерно ста изотопов двадцати пяти элементов.
Отто Ган и его жена Эдит всегда были противниками нацизма. Они своим решительным поведением спасли многих сотрудников института, находившихся в опасности или подвергавшихся преследованию, от призыва на фронт или даже от депортации. Уже в начале 1934 года Ган из протеста против увольнения еврейских коллег, в особенности Лизы Мейтнер, вышел из профессорско-преподавательского состава Берлинского университета.
В конце войны в 1945 году Ган был арестован в Таильфингене (ныне в составе Альбштадта) спецподразделением АЛСОС. Его интернировали вместе с другими девятью немецкими физиками, в том числе Максом фон Лауэ, В. К. Гейзенбергом и К. Ф. фон Вайцзеккером в английский Фарм-Холл, неподалёку от Кембриджа. Там позднее, немецкие учёные узнали об американских ядерных бомбардировках Хиросимы и Нагасаки. Отто Ган был на грани отчаянья: из-за своего открытия расщепления ядра он чувствовал себя ответственным за смерть и страдания сотен тысяч японцев. В начале января 1946 года немецким учёным разрешили вернуться в Германию.

## Признание заслуг и награды

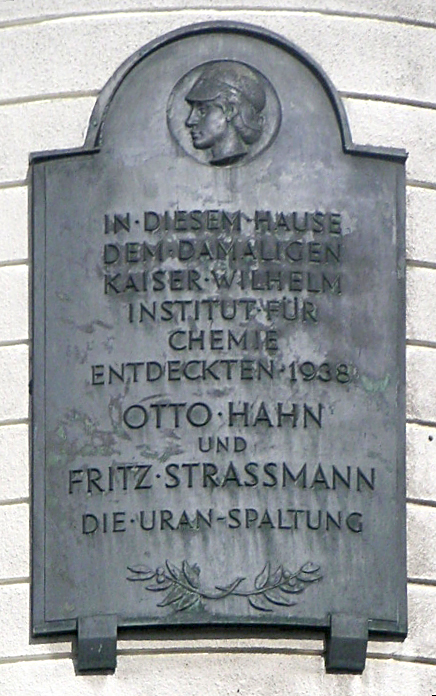
Мемориальная доска Отто Гана на корпусе Свободного университета Берлина

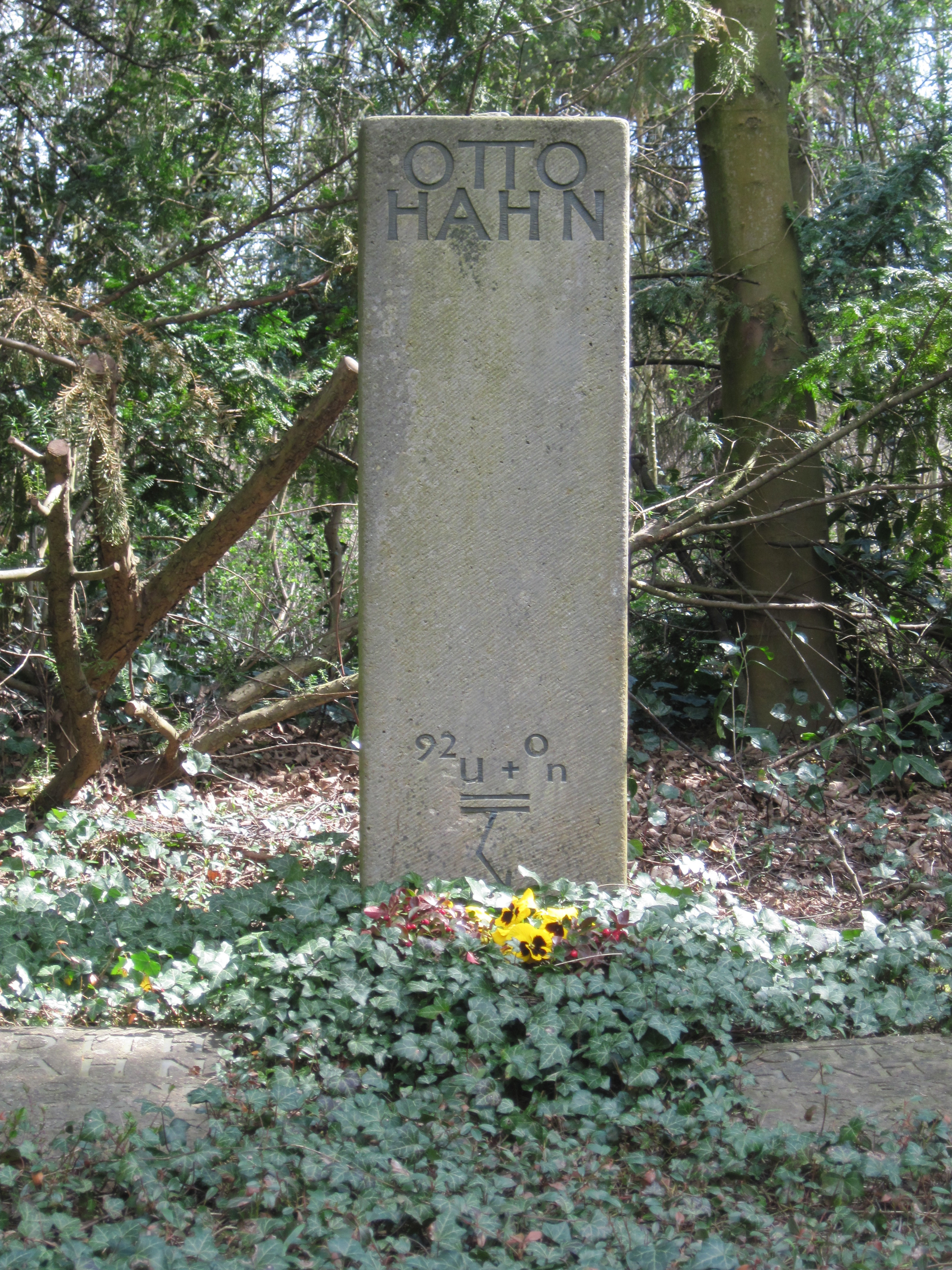
Могила Отто Гана на городском кладбище Гёттингена

В 1945 году Шведская королевская академия наук присудила Отто Гану Нобелевскую премию по химии за 1944 год «за открытие расщепления тяжёлых атомных ядер». Находившийся в это время под британским арестом в Фарм-Холле Отто Ган получил саму премию только в 1946 году. Карл Фридрих фон Вайцзеккер прокомментировал это событие так:

«Он действительно заслужил эту Нобелевскую премию, он бы её даже заслужил, если бы он не сделал этого открытия. Но то, что за расщепление ядра пора было дать Нобелевскую, это было, пожалуй, всем ясно».

С момента основания в 1948 году и по 1960 год Отто Ган был первым президентом Общества Макса Планка, которому удалось благодаря трудам и всемирному уважению к личности Отто Гана постепенно завоевать не меньший авторитет, чем у его предшественника — Общества имени кайзера Вильгельма. Сразу после войны Отто Ган, находившийся под впечатлением от бомбардировок Хиросимы и Нагасаки, решительно выступал против применения ядерной энергии в военных целях. Он считал такое использование его открытия злоупотреблением и даже преступлением. Он был одним из инициаторов Майнауского заявления 1955 года, в котором многие нобелевские лауреаты предупреждали об опасностях ядерного оружия. Кроме того Ган в 1957 г. стал одним из авторов Гёттингенского обращения, в котором он вместе с 17 ведущими западногерманскими учёными-ядерщиками выступил против вооружения немецкой армии ядерным оружием. В январе 1958 года Ган подписал обращение Лайнуса Полинга к ООН, в котором он призывал к «немедленному заключению международного соглашения о прекращении испытаний ядерного оружия», а в октябре Ган подписал Соглашение о созыве встречи для разработки мировой конституции. Отто Ган до конца своих дней не уставал предупреждать мир об опасности ядерной гонки вооружений и радиоактивного загрязнения земли. Начиная с 1957 года различные интернациональные организации, в том числе и самый большой французский профсоюз CGT (Всеобщая конфедерация труда), многократно выдвигали Гана на Нобелевскую премию мира. Лайнус Полинг, лауреат Нобелевской премии мира 1962 года, назвал Отто Гана образцом для подражания.
Отто Гана, почётного председателя общества Макса Планка с 1960 года, чествовали и награждали во всём мире. Он был членом либо почётным членом 45 академий и научных обществ (в том числе Лондонского королевского общества (1957), а также академий в Аллахабаде и Бангалоре (Индия), Бостоне (США), Бухаресте, Копенгагене, Хельсинки, Лиссабоне, Мадриде, Риме, Стокгольме и Вене) и получил в течение жизни 37 высших национальных и международных наград, в том числе высший прусский орден Pour le Mérite за мир, орден Федеральной Республики Германия «За заслуги» и звание офицера Почётного легиона Франции от Шарля де Голля. В 1961 году папа Иоанн XXIII вручил Отто Гану в Риме золотую медаль Папской Академии. В 1957 году Отто Гану предложили стать почётным гражданином города Магдебурга в ГДР, а в 1958 году — почётным членом Академии наук СССР в Москве. Обе награды Отто Ган отклонил.
Отто Ган умер 28 июля 1968 года в Гёттингене и похоронен на Гёттингенском городском кладбище. На следующий день Общество Макса Планка опубликовало во всех больших газетах некролог:

«Наш почётный председатель скончался 28 июля на девяностом году жизни. Он войдёт в историю человечества как пионер ядерной эпохи. В его лице Германия потеряла учёного, в равной мере отличавшегося честностью и скромностью. Общество Макса Планка скорбит о своём основателе, продолжившем после войны традиции Общества кайзера Вильгельма, о добром и любимом человеке, которого не забудут все, имевшие честь встретить его на своём жизненном пути. Его труд жив. Мы вспоминаем его с большой благодарностью и уважением».

Через два года после смерти Гана американские исследователи предложили назвать впервые синтезированный элемент N° 105 ганием в его честь, но в 1997 году он окончательно был назван ИЮПАК дубнием в честь российского исследовательского центра в Дубне. Однако в будущем планируется переименовать элемент N° 108, хассий, в ганий. В 1964 году единственное европейское судно на ядерной тяге, атомный сухогруз получил имя Отто Гана. Имя Отто Гана носят два скорых поезда Гамбург-Базель, принадлежащие Deutsche Bahn.
В его честь были учреждены следующие награды: Премия Отто Гана, медаль Отто Гана, медаль мира имени Отто Гана и награда Отто Гана.
Отто Ган был почётным жителем городов Франкфурт-на-Майне и Гёттинген, а также федеральной земли и города Берлина. Во многих городах и общинах немецкоязычного пространства его имя носят школы, европейские улицы, площади и мосты. Некоторые государства чествовали Отто Гана выпусками медалей, юбилейных монет или почтовых марок (в том числе Федеративная Республика Германия, Ангола, Куба, Содружество Доминики, Австрия, Румыния, Сент-Винсент и Гренадины, Республика Чад, Гана, Мадагаскар и Гвинея-Бисау).
Отто Ган увековечен на известной мозаике «Франкфуртская лестница». В его честь названы остров в Антарктике (неподалёку от Mount Discovery), библиотека имени Отто Гана в Гёттингене и институт химии в составе Общества имени Макса Планка в Майнце. В марте 1959 года Ган и Мейтнер лично присутствовали на торжественном открытии действующим бургомистром Вилли Брандтом института ядерных исследований в Берлине, получившего их имена. В 1974 году крыло института им. Вейцмана в израильском Реховоте было названо «Otto-Hahn-Wing» в память об особых заслугах Отто Гана в развитии немецко-израильских отношений. Во многих населённых пунктах в его честь были открыты памятники и памятные доски, например, в Восточном и Западном Берлине, Бостоне, Франкфурте-на-Майне, Гёттинген, Майнце, Марбурге, Мюнхене, Реховоте, Сан-Виджилио на озере Гарда и в Вене (в фойе МАГАТЭ). В городе Гёттинген и в населённом пункте Оттобрунн под Мюнхеном созданы центры имени Отто Гана. Планируется и центр имени Отто Гана во Франкфурте-на-Майне, где будет открыта постоянная экспозиция, рассказывающая о жизни и труде учёного.
Международный астрономический союз чествовал Отто Гана, назвав в его честь кратер на Луне и астероид 19126 Оттоган. Особое признание выпало на долю учёного в Нидерландах: именем Отто Гана была названа азалия «Rhododendron luteum Otto Hahn», а позже — и новый сорт роз «Otto Hahn». В его честь был назван даже популярный в 1950-60-х годах коктейль: «Отто Ган» состоит из одной доли виски и одной — хереса; подаётся в предварительно подогретых коньячных стопках.
В 1999 году немецкий журнал «FOCUS» опубликовал результаты опроса 500 ведущих представителей естественных наук, инженеров и медиков о наиболее важных исследователях двадцатого века. Химик-экспериментатор Отто Ган занял третье место следом за физиками-теоретиками Альбертом Эйнштейном и Максом Планком и, таким образом, был назван самым значимым эмпирическим исследователем своего времени.
Научные записи Отто Гана хранятся в историческом архиве Общества Макса Планка.

## Избранные публикации
- 1918: Die Muttersubstanz des Actiniums, ein neues radioaktives Element von langer Lebensdauer (в сотрудничестве с Лизой Мейтнер)
- 1936: Прикладная радиохимия. Лекция, прочитанная в Корнеллском университете. Под ред. В. Г. Хлопина. Л. — М., 1947.
- 1948: Von der natürlichen Umwandlung des Urans zu seiner künstlichen Zerspaltung
- 1948: Die Kettenreaktion des Urans und ihre Bedeutung
- 1948: Künstliche neue Elemente
- 1950: Die Nutzbarmachung der Energie der Atomkerne
- 1962: Vom Radiothor zur Uranspaltung. Eine wissenschaftliche Selbstbiographie
- 1968: Mein Leben

## Отзывы
- «Один из немногих оставшихся честными и работавших в те тёмные годы не за страх, а за совесть». — Альберт Эйнштейн, Принстон (США), в 1949 году о труде Гана с 1933 по 1945 годы.
- «Отто Ган умел решать сложные проблемы простейшими способами, благодаря своей необычайной интуиции и столь же необычайным, многосторонним знаниям о химии. Как часто наблюдала я за долгие годы нашего сотрудничества, что он чисто интуитивно, наглядно понимал проблемы, которые физикам приходится описывать математическими формулами». — Лиза Мейтнер, Стокгольм, 1949 год
- «Один из самых благородных и утончённых людей, которых я когда-либо встречал». — Макс Борн, Бад Пирмонт, 1955 год.
- «Его надёжность, естественная любезность и чувство юмора никогда не покидали его даже в сложных спорах, будь они научного или личного характера». — Лиза Мейтнер, Стокгольм, 1959 год.
- «Отто Ган никогда не чувствовал себя человеком мирового значения, хотя был одним из немногих учёных, вошедших в историю и предопределивших новую эру мировой политики». — Манфред Эйген, Гёттинген, 1968 год.
- «Немного тех, чьё имя можно поставить рядом с именем Отто Гана. Для него самого его поведение было чем-то, само собой разумеющимся, но для будущих поколений оно может считаться примером для подражания — будь это его сознание собственной ответственности как учёного и человека или его смелость. Редкий человек одарён обоими этими чертами; они принесли Отто Гану любовь и уважение его друзей и учеников и, надеюсь, станут целью многих молодых людей после его смерти». — Фриц Штрассман, Майнц, 1968 год.
- «Отто Ган сносил свою столь тяжкую судьбу с несравненной стойкостью. Внешне он всегда был весел, добродушен и бесконечно добр; был прекрасным примером душевной стойкости. Все, имевшие честь встретить его, будут хранить воспоминания о его уникальной личности как бесценное сокровище». — Берта Карлик, Вена, 1969 год.
- «Любой, знавший Отто Гана, уважал его как за исследовательскую работу, так и за его дела и мысли в жизни. Он был образцом совестливости и при этом завоёвывал симпатии своей добротой и скромностью». — Манфред фон Арденне, Дрезден, 1978 год.
- «Я часто думала, что он заслуживает второй нобелевской премии — за мир». — профессор Элизабет Рона, Майами, 1978 год.
- «Он никогда не смог бы забыть преследование евреев в нацистской Германии и использовал первую же возможность для установления контактов с новым государством Израиль. То была его последняя поездка, произведшая на него незабываемое впечатление». — Вольфганг Гентнер, Гейдельберг, 1979 год.
- «Должен сказать, что он — самый удивительный человек из всех известных мне учёных. Нечасто встретишь такое величие характера, столь ясный ум, абсолютную добросовестность и непритязательность». — профессор Отто Гаксель, Гейдельберг, 1987 год.
- «Человечество не может долго жить со знаниями о расщеплении ядра с одной стороны и с институтом войны — с другой. Это знание омрачало последние годы жизни Отто Гана. Сознательно нести это бремя было его вкладом в необходимое развитие сознательности нашего времени. Это было его подарком человечеству». — Карл Фридрих фон Вайцзеккер, Штарнберг, 1988 год

## Киновоплощения
- «Выбор цели» (СССР 1974) художественный фильм — в роли Отто Гана, актёр Фриц Диц.